# 梅阿四
梅阿四（?—?），唐州人，明朝末年清朝初年医生。
白文選與左良玉戰於瑪瑙山下，忽為飛炮擊去左腿；张獻忠下令有能醫活白文選的人给予萬金，且加高官。梅阿四生截他人之足接上了，白文選雖愈合但是跛了；后来马宝称他為「跛賊」。张獻忠称梅阿四為老神仙，賜金及官，梅阿四皆不受；说：『萬歲稱臣老神仙；臣為老神仙足矣，不願富貴也』！张獻忠大喜，令軍中都称呼梅阿四為老神仙。姚雪垠《李自成》根据梅阿四的形象，塑造了李自成的谋主尚炯这一文学形象。康熙二年（1663年）昆明张绮、大理张泰及梅阿四、腾越尹庶、武定张发样、安宁鲁家柱等于会城起兵抗清，但不幸失败。